# 梅溪通善
梅溪 通善（うめたに みちたる、文政4年7月19日（1821年8月16日） - 明治32年（1899年）10月12日）は、幕末から明治時代にかけての公卿、華族（子爵）。
安政5年（1858年）、日米修好通商条約締結に反対し、実兄の六条有容とともに廷臣八十八卿列参事件に参加した。

## 官歴
- 天保5年（1834年）
  - 3月16日：従五位下
  - 12月16日：元服、昇殿
- 天保8年（1837年）2月18日：従五位上
- 天保12年（1841年）3月30日：正五位下
- 天保14年（1843年）6月18日：侍従
- 天保15年（1844年）5月6日：従四位下
- 弘化4年（1847年）2月13日：従四位上
- 嘉永3年（1850年）12月19日：右近衛権少将
- 嘉永4年（1851年）1月5日：正四位下
- 文久2年（1862年）7月15日：右近衛権中将
- 元治元年（1864年）
  - 8月29日：参議
  - 12月4日：従三位
- 慶応元年（1865年）：踏歌外弁
- 慶応4年（1868年）3月20日：正三位
- 明治17年（1884年）7月8日：子爵[2]
- 明治20年（1887年）1月19日：従二位[3]

## 系譜
- 父：六条有言
- 兄：六条有容
- 養父：梅溪通修
- 妻：親子 - 甘露寺愛長の長女
- 長男：梅溪通魯
- 次男：梅溪通弘
- 長女：壽 - 紀俊尚の妻
- 次女：胤子 - 鍋島直大の妻
- 養子：梅溪通治 - 梅溪通修の子